# 高山村 (群馬縣)
高山村 （日语：／ Takayama mura */?）是群馬縣中北西部，吾妻郡的一個人口 約4000人的村。位于吾妻郡東端，四面被山所圍。群馬縣立群馬天文台位于該村南部的子持山山麓。